# PSD Bank Nord
Die PSD Bank Nord eG ist eine deutsche genossenschaftliche beratende Direktbank für Privatkunden mit Sitz in Hamburg.

## Geschichte
Am 4. Januar 1872 wurden in Hamburg und Bremen zwei Post-, Spar- und Vorschuss-Vereine gegründet. Mitglieder waren die Angestellten der Post und deren Familienangehörige. 1903 wurde der Hamburger Verein in Post-Spar- und Darlehnsverein (PSpDV) Hamburg umbenannt, analog hieß der Post-, Spar- und Vorschussverein Bremen seither Post-Spar- und Darlehnsverein (PSpDV) Bremen.
Im Jahr 1997 firmierte der damalige Post-Spar- und Darlehnsverein Hamburg um in PSD Bank Hamburg und im Jahr 1999 erfolgte anschließend die Rechtsformänderung in eine Genossenschaft und Umfirmierung in PSD Bank Hamburg eG. Die ehemalige PSD Bank Bremen eG entstand 1999 durch Rechtsformänderung in eine Genossenschaft aus dem ursprünglichen Post-Spar- und Darlehnsverein Bremen. Im Jahr 2002 fusionierten die PSD Bank Bremen eG und die PSD Bank Hamburg eG zur PSD Bank Nord eG mit dem Sitz in Hamburg.
Im Jahr 2023 hat die PSD Bank Nord eG mit ihrer Schwesterbank, der PSD Bank Kiel eG aus Kiel fusioniert.

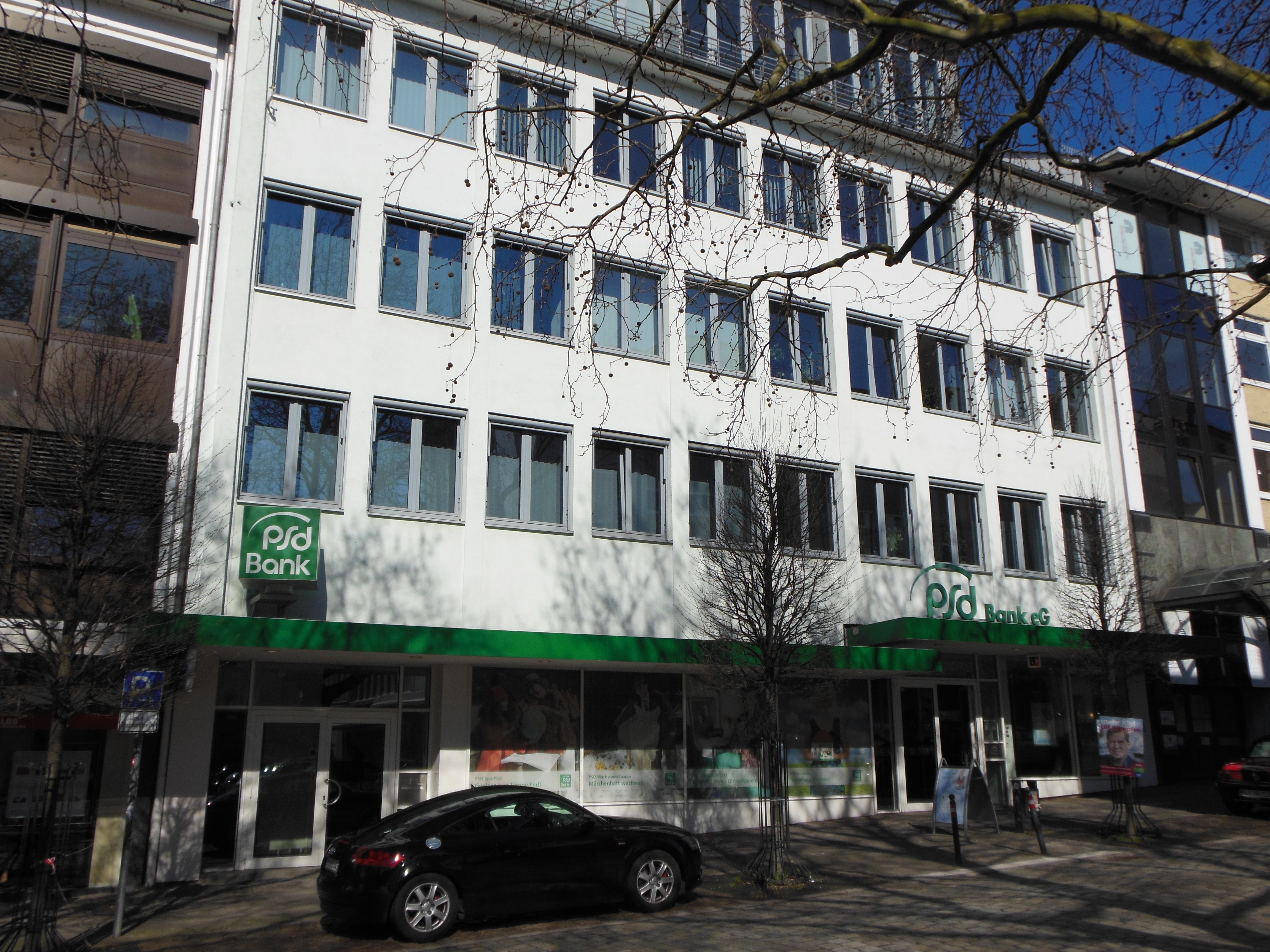
Ehem. Hauptstelle in Kiel, Kehdenstraße 12–16 (bis Ende 2021)

Der damalige Post-, Spar- und Darlehnsverein Kiel (gegründet im Januar 1872 als Post-Spar- und Vorschussverein der Angehörigen der Reichspostdirektion zu Kiel) firmierte im Jahr 1997 um in PSD Bank Kiel. Im Jahr 1999 erfolgte die Rechtsformänderung in eine Genossenschaft und Umfirmierung in PSD Bank Kiel eG. Ihr Geschäftsgebiet umfasste weite Teile des Bundeslandes Schleswig-Holstein. Der Südosten Schleswig-Holsteins (unter anderem die Hansestadt Lübeck und die Kreise Stormarn und Herzogtum Lauenburg) wurden bereits vor der Fusion von der PSD Bank Nord eG betreut.

## Rechtsverhältnisse
Die PSD Bank Nord eG ist im Genossenschaftsregister beim Amtsgericht Hamburg unter GnR 1003 eingetragen.

## Organisationsstruktur
Rechtsgrundlagen sind das Genossenschaftsgesetz und die durch die Generalversammlung beschlossene Satzung. Organe der Bank sind der Vorstand, der Aufsichtsrat und die Generalversammlung.

## Sicherungseinrichtung
Die PSD Bank Nord eG ist der amtlich anerkannten Sicherungseinrichtung des Bundesverbandes der Deutschen Volksbanken und Raiffeisenbanken GmbH und der zusätzlichen freiwilligen Sicherungseinrichtung des Bundesverbandes der Deutschen Volksbanken und Raiffeisenbanken e. V. angeschlossen.

## Geschäftsausrichtung
Die PSD Bank Nord eG betreibt das Universalbankgeschäft und ist spezialisiert auf den Bereich Bauen und Wohnen, Girokonten, Ratenkredite, Spar- und Anlageprodukte, Altersvorsorge und Absicherung. Im Verbundgeschäft arbeitet sie mit der DZ Bank, R+V Versicherung, Bausparkasse Schwäbisch Hall, TeamBank AG, GENO Broker GmbH, Union Investment und der Atruvia AG als zentraler IT-Dienstleister zusammen.
Die PSD Bank Nord eG gehört der PSD Bankengruppe an. Als eine der zwölf selbständigen PSD Banken ist sie Mitglied im Bundesverband der Deutschen Volksbanken und Raiffeisenbanken e. V. (BVR).

## Soziales und Sponsoring
Die PSD Bank Nord eG spendet jährlich mehr als 560.000 Euro an soziale Einrichtungen und Vereine.

## Geschäftsgebiet
Das Geschäftsgebiet erstreckt sich auf die Bundesländer Hamburg, Bremen, Mecklenburg-Vorpommern, Schleswig-Holstein sowie weite Teile von Niedersachsen.
An diesen Orten betreibt die Bank Filialen:
- Hamburg (Hauptstelle, jur. Sitz)
- Kiel (Hauptstelle)
- Bremen (Geschäftsstelle)
- Schwerin (Geschäftsstelle)
- Flensburg (Geschäftsstelle)
- Lübeck (Geschäftsstelle)
- Oldenburg (Beratungscenter)